# 구이저우 요리
구이저우 요리(Guizhou料理, 중국어 간체자: 贵州菜, 정체자: 貴州, 병음: Guìzhōu cài 구이저우차이[*]) 또는 검요리(黔料理, 중국어: 黔菜, 병음: qiáncài 첸차이[*])는 중국 구이저우 지방의 요리를 말한다. 쓰촨 요리 계열의 한족 요리이며, 이외에 먀오족, 둥족, 부이족, 수이족 등 구이저우성의 소수 민족 요리를 포함한다.

## 개요
구이저우성은 약어를 첸(黔)이라고 하며, 구이저우 요리, 첸차이(黔菜) 또는 첸웨이차이(黔味菜)라고 부르기도 한다. 구이저우 요리는 중국 사대 요리에서는 쓰촨 요리의 계통에 포함된다. 이것은 쓰촨성에 인접한 지리적인 요인과 고추를 사용한 매운 음식이 많다는 특징이 공통적으로 있기 때문이다. 그러나 화자오(花椒)를 병용하는 사천 요리가 ‘마라’(麻辣)(얼얼한 매운맛)이라고 표현하는 반면, 구이저우 요리는 ‘쏸라’(酸辣)(시고 매운) 또는 ‘샹라’(香辣)(향기나고 매운)라고 표현 되는 경우가 많으며, 신맛을 더한 요리를 좋아한다는 차이가 있다. 고추를 좋아한다는 점에서 역시 인접한 지역인 후난 요리 또는 윈난 요리와 공통점이 있다. 식재에서도 약간의 차이가 보이는데, 서남부 사람의 미각에 대한 중국 속담에 다음과 같은 것이 있다.
| “ | “四川人不怕辣湖南人辣不怕，貴州人怕不辣” 사천 사람은 매운 것을 두려워하지 않고, 호남 사람은 매워도 두려워하지 않으며, 구이저우 사람은 맵지 않을까봐 두려워 한다. | ” |

여러 의미에서 세 성 중에서 구이저우 사람이 가장 매운 것을 좋아한다는 것을 말해주고 있다. 매운 맛에 민감한 구이저우에서는 매운 요리인 ‘유라’(油辣)(고추기름의 매운 맛), ‘후라’(煳辣)(태운 고추의 매운 맛), 간라(干辣)(말린 고추의 매운 맛), ‘칭라’(靑辣) (풋고추 매운맛), ‘자오라’(糟辣)(절임 고추 매운 맛), ‘쏸라’(酸辣)(시고 매운), ‘마라’(麻辣)(얼얼하게 매운), ‘쏸라’(蒜辣)(마늘처럼 매운)와 같이 여덟 분류가 가능하다고 한다.

## 같이 보기
- 유라자오
- 중국 요리